# Meszar
Meszar (hebr.: מישר) – moszaw położony w samorządzie regionu Gederot, w Dystrykcie Centralnym, w Izraelu.

## Historia
Moszaw został założony w 1950 przez imigrantów z Niemiec i Polski.

## Gospodarka
Gospodarka moszawu opiera się na intensywnym rolnictwie, hodowli krów i drobiu.